# Bataille d'Aquilonia
Troisième guerre samnite
Batailles
La bataille d'Aquilonia est une victoire militaire de Rome sur les Samnites. La bataille s'est déroulée en 293 av. J.-C. près de l'actuelle ville d'Agnone pendant la Troisième guerre samnite et a scellé le sort des Samnites, qui résistèrent encore pendant trois ans mais sans réel espoir de victoire. D'après Tite-Live, environ 20 000 Samnites furent tués au cours de la bataille.

## Sources
- Tite-Live, Histoire de Rome, Livre X, 41-42